# Massimo Moratti

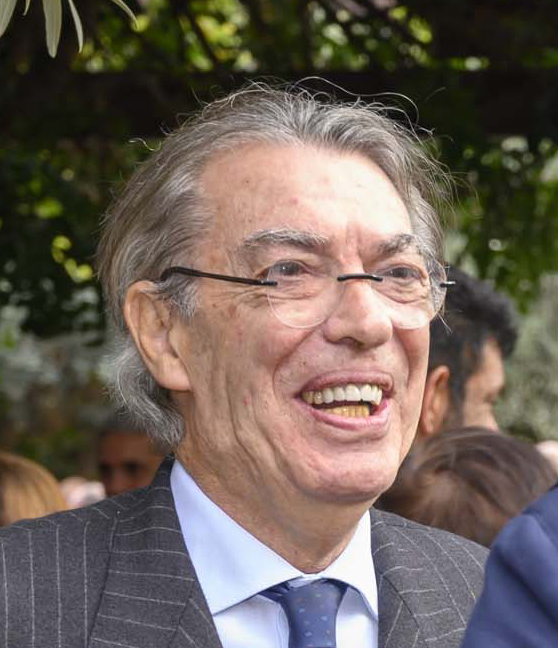
Massimo Moratti (2018)

Massimo Moratti (* 16. Mai 1945 in Bosco Chiesanuova (VR)) ist ein italienischer Unternehmer und Hauptanteilseigner sowie Vorstandsvorsitzender des Mineralölkonzerns Saras.
Zwischen 1995 und 2013 war Moratti sowohl Haupteigentümer als auch langjähriger Vereinspräsident von Inter Mailand. Laut Forbes Magazine beläuft sich Morattis Privatvermögen Stand 2023 auf 1,6 Milliarden Euro.

## Privates
Massimo Moratti ist der jüngste Sohn des erfolgreichen Unternehmers Angelo Moratti, der 1962 den Mineralölkonzern Saras S.p.A. gründete. Sein Vater war von 1955 bis 1968 Eigentümer und Präsident des Fußballklubs Inter Mailand, der in dieser Zeit wegen seiner Erfolge zu einer weltweit bekannten Mannschaft wurde (La Grande Inter).
Moratti schloss ein Studium der Politikwissenschaften an der renommierten Libera Università Internazionale degli Studi Sociali in Rom erfolgreich ab.
Moratti ist mit Emilia Bossi verheiratet und Vater von fünf Kindern. Seine Schwägerin Letizia Moratti, Witwe seines 2018 verstorbenen Bruders Gian Marco Moratti, war von 2006 bis 2011 Oberbürgermeisterin der Stadt Mailand.

## Inter Mailand
Am 18. Februar 1995 erwarb Moratti die Mehrheitsanteile am Erstligisten Inter Mailand und wurde damit Haupteigentümer des Klubs, den bereits sein Vater geführt hatte. Gleichzeitig übernahm er auch den Posten des Vereinspräsidenten, bis er dieses Amt im Januar 2004 an den ehemaligen Spieler Giacinto Facchetti übergab. Zwei Monate nach Facchettis Tod, übernahm Moratti im November 2006 erneut das Präsidentenamt.
Als Eigentümer investierte Moratti geschätzte 1,2 Milliarden Euro aus seinem Privatvermögen in den Klub. Zu den spektakulärsten Spielertransfers zählen  Weltfußballer Ronaldo (1997) für 26,5 Millionen Euro oder Christian Vieri, der 1999 die damalige Rekordablösesumme von 90 Milliarden Lire (umgerechnet ca. 46,5 Millionen Euro) kostete. Weitere Stareinkäufe waren Paul Ince, Youri Djorkaeff, Álvaro Recoba, Hernán Crespo, Francesco Toldo, Iván Córdoba,  Juan Sebastián Verón, Dejan Stanković, Adriano, Esteban Cambiasso, Zlatan Ibrahimović, Luis Figo, Patrick Vieira, Wesley Sneijder, Cristian Chivu, Samuel Eto’o und Diego Milito. Allerdings musste sich Moratti oftmals Kritik an seiner Transferpolitik gefallen lassen, da Spieler wie Andrea Pirlo, Clarence Seedorf, Roberto Baggio, Robbie Keane, Roberto Carlos oder Fabio Cannavaro erst nach dem Weggang von Internazionale ihre volle Leistungsfähigkeit abrufen konnten. Als technischen Direktor setzte Moratti im Jahr 2002 Marco Branca ein. Trotz enormer wirtschaftlicher Anstrengungen und prominent besetzter Kader, lief Inter Mailand lange Zeit der ersten Meisterschaft seit 1989 hinterher. Kritiker warfen der Mannschaft vor, regelmäßig unter ihren Möglichkeiten zu spielen und insgesamt 19 verschiedene Trainer waren unter Moratti tätig. Am längsten beließ er Roberto Mancini im Amt, der nach drei Scudetti in Folge, Ende Mai 2008 entlassen wurde. Am erfolgreichsten war José Mourinho, der in der Saison 2009/10 das Triple aus Coppa Italia, Meisterschaft und der Champions League gewinnen konnte.
Der erste Titel in Morattis Amtszeit war der Gewinn des UEFA-Pokals 1997/98. Nachdem Juventus Turin 2006 die italienische Meisterschaft aberkannt wurde, bekam Inter Mailand den Meistertitel zugesprochen. Es war die ersehnte 14. Meisterschaft. Anschließend folgten vier Scudetti in Folge (2007, 2008, 2009 und  2010),  außerdem gewann der Verein je viermal den italienischen Pokal (2005, 2006, 2010, 2011) sowie den italienischen Supercup (2005, 2006, 2008, 2010) und die FIFA-Klub-Weltmeisterschaft (2010). Mit dem Champions-League-Titel 2010 konnte Moratti 45 Jahre später an die internationalen Erfolge seines Vaters anknüpfen.
Im Oktober 2013 übernahm die indonesische Investmentgruppe International Sports Capital, die sich im Besitz der Unternehmer Erick Thohir, Rosan Roeslani und Handy Soetedjo befindet, 70 Prozent der Anteile von Inter Mailand. Moratti hatte seine Anteile für 300 Millionen Euro verkauft und trat am 15. November 2013 als Inter-Präsident zurück, wurde aber zum Ehrenvorsitzenden des Vereins ernannt.